# Михаило Петровић (четник)
Михаило Петровић (Градац, 30. јун 1871 — Рашка, 28. април 1941) је био први члан Српске четничке организације и Друштва Свети Сава. Учествовао је у раним четничким борбама за ослобођење Старе Србије од отоманске, албанске и бугарске издаје (1903–1912), Балканским ратовима (1912–1913) и Великом рату (1914–1918).

## Биографија
Петровић је рођен у оближњем селу Градац, недалеко од града Рашке, 1871. године. Мајка му је умрла када је био дечак, а отац, војник, погинуо је у српско-бугарском рату 1885. године. Као 14-годишњак отишао је у Београд да живи код стрица Станојла Петровића и тетке Драгиње, која је пажљиво бринула о његовом образовању. Михаило је завршио Прву београдску гимназију, школу теологије на Богословији, у оквиру Високе школе (од 1905. Универзитет у Београду) 1895. године. Професор му је био архимандрит Фирмилијан Дражић. Исте године Михаило се оженио Лепосавом Обрадиновић, ћерком Вујице Обрадиновића, имућног београдског индустријалца, а потом ступио у свештенство. Најпре се настанио у Ивањици, где је имао родбину. Године 1900. служио је сахране Михаила Михаиловића и Смиљане Михаиловић (рођене Петровић), родитеља седмогодишњег Драгољуба Михаиловића. Потом је премештен на парохију у Рашку где је остао свештеник до пензионисања.
1904. године када је крунисан Краљ Петар Први Карађорђевић, Високопреосвећени Михаило Петровић био је позвани гост новог краља на свечаном пријему у Београду. Током српског устанка 1904. године у Старој Србији, Балканских ратова (1912. и 1913) и Великог рата, служио је као војни пастир борцима на првим линијама фронта. Почео је да пише за Гласник Српске православне цркве као редовни сарадник убрзо након што је постао свештеник. Међу његовим тадашњим колегама били су Милан Ракић, Јован Дучић, Николај Велимировић и други истакнути српски књижевници, теолози и дипломате.

### Српска четничка организација
Рано се придружио Српској четничкој организацији, формираној да би ослободили Балкан од Турака, а тиме и копнену Европу. Петровић је био и члан Удружења резервних официра и ратника које је средином двадесетих година 20. века наручило више споменика палим четничким борцима. Била је то прилика да се похвали залагање четничких вођа за ослобођење Старе Србије и да се критикује послератно занемаривање српских ратних ветерана, да се нападну они који су олако заборавили велика страдања српског народа у његовој еманципацији.
Први поуздани подаци о раном четничком деловању дошли су са падом комунизма 1990-их, а написао их је Владан Виријевић, професор са Косова и Метохије, који помиње протојереја Михаила Петровића „као старог ратника“ који је дошао да благослови четничке барјаке и заставе по селима и градовима широм Рашке 1937. у време кризе Конкордата у Југославији.
Протојереј Петровић је био намесник Епископа жичког Николаја Велимировића (архијерејски намесник) за Студенички округ са седиштем у Рашкој од 1919-1920, а касније од 1936-1941. године исту дужност (архијерејски декан) обављао је и за време епископа Јефрема Бојовића (1920—1933). Као сарадник Гласника Београдске патријаршије, Петровић је у својим текстовима често истицао континуиране безбедносне претње са којима се Срби суочавају у региону, пишући о потреби организовања оружане или паравојне одбране од тих националних претњи. Петровић је позивао на наставак улоге четника у јужним крајевима Србије током 1930-их, ако не и раније.

## Породица
Током Другог светског рата његова четири сина Љубиша (1899–1975), Драгиша (1902–1967), Милан (1914–2002)  и Александар (1917–1944) остали су одани Старом поретку (Бог, Краљ и Држава) борба против освајача (нацистичке Немачке и комунизма). Удата ћерка оца Михаила Видосава и њен муж Високопреосвећени Светозар Миленковић, уз помоћ млађег брата Александра, у првим годинама рата спасли су јеврејску породицу од нациста. Они су Праведници међу народима, и познати су под заједничким именом породица Миленковић. Алексадар је заробљен од стране Гестапоа у Рашкој 1941. године и послат у Маутхаузен где је погинуо у гасној комори непосредно пред крај рата.